# O-Phosphoséryl-ARNt:Cys-ARNt synthase
La O-phosphoséryl-ARNt:Cys-ARNt synthase (SepCysS) est une transférase qui catalyse la réaction :
O-phospho-L-séryl-ARNtCys + S2−  {\displaystyle \rightleftharpoons }  L-cystéinyl-ARNtCys + phosphate.
Cette enzyme, qui assure la conversion du O-phosphoséryl-ARNtCys en L-cystéinyl-ARNtCys, permet de compenser l'absence de cystéinyl-ARNt synthétase chez certains organismes tels que l'archée Archaeoglobus fulgidus. D'autres organismes, comme l'archée Methanosarcina mazei, sont capables d'utiliser aussi bien la voie directe avec la cystéinyl-ARNt synthétase que la voie indirecte avec la O-phosphoséryl-ARNt synthétase et la O-phosphoséryl-ARNt:Cys-ARNt synthase.
Il existe une enzyme semblable à la SepCysS produisant le L-sélénocystéinyl-ARNtSec à partir du O-phosphoséryl-ARNtSec : la O-phosphoséryl-ARNt:sélénocystéinyl-ARNt synthase.